# Casal Novo

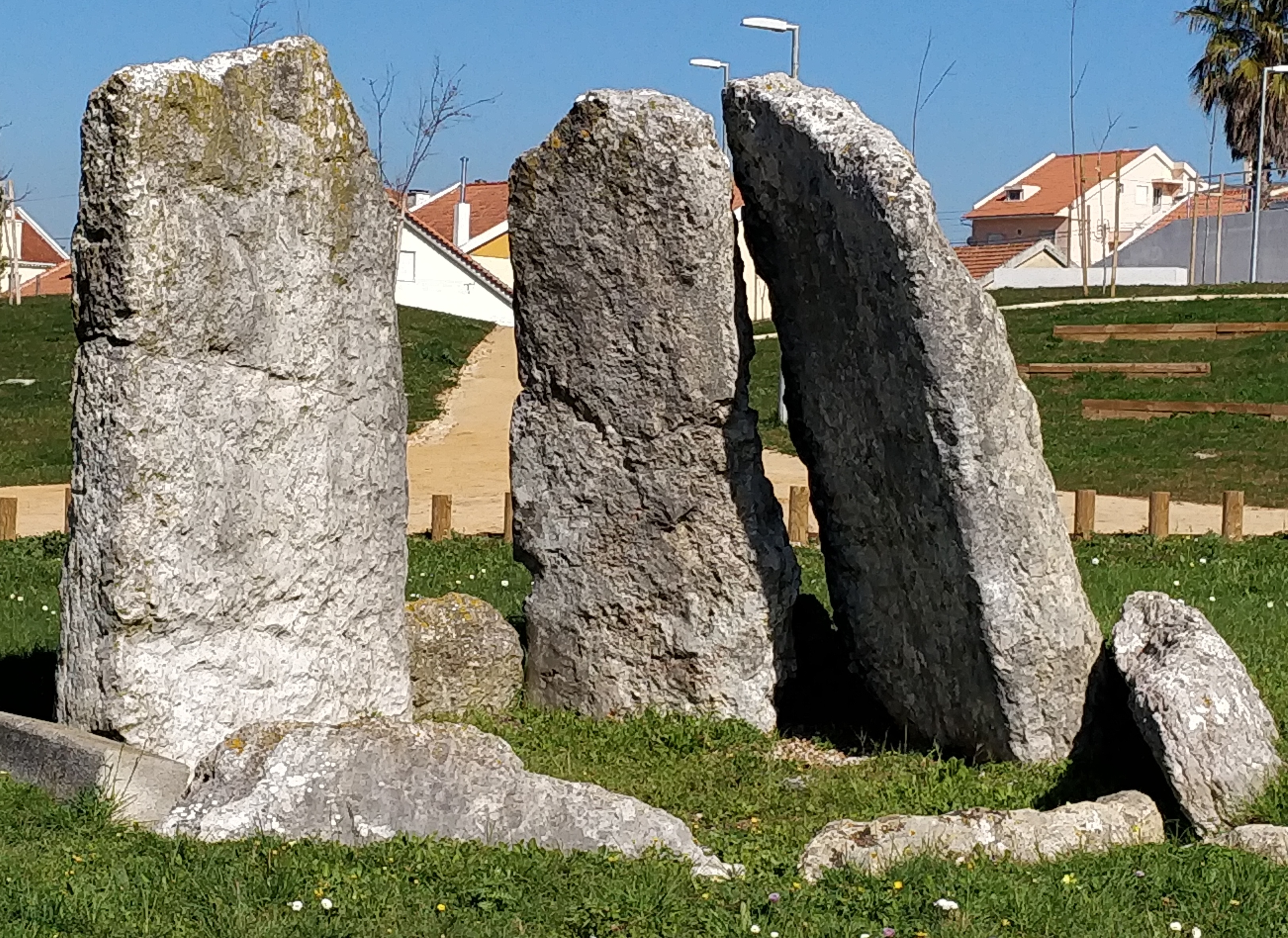
Anta das Pedras Grandes

Casal Novo é um bairro da freguesia de Caneças pertencente ao Município de Odivelas. 
No Casal Novo é possível observar a Anta das Pedras Grandes, classificada como Monumento Nacional pelo Decreto-Lei 33587 de 27 de março de 1944, ratificado pelo Decreto-Lei 37450 de 16 de junho de 1949.
Casal Novo é também o nome de uma aldeia da freguesia de Almalaguês com cerca de 70 habitantes.